# Acquitted
Pour l’article homonyme, voir Acquitted (film, 1929).
Pour plus de détails, voir Fiche technique et Distribution.
Acquitted est un film muet américain, réalisé par Paul Powell en 1916.

## Synopsis
La veille de Pâques, John Carter, un employé d'une compagnie d'assurances, rentre chez lui, dans son cottage de banlieue où il vit avec sa femme et ses deux filles. Les Carter ont une vie heureuse jusqu'à ce que le caissier Charles Ryder soit assassiné par le gardien de nuit, un cocaïnomane en manque d'argent, et que Carter soit accusé car il travaillait avec Ryder ce soir-là. Durant l'interrogatoire très musclé de la police, Carter agit comme un coupable, mais un reporter, Ned Fowler, amoureux d'Helen, une des filles de Carter, intervient. Après que le gardien, arrêté pour s'être battu et en manque, s'est confessé, Carter est relâché, mais le président le la compagnie d'assurances Ira Wolcott ne veut pas le réintégrer à cause de sa "notoriété".
Pendant l'année qui suit, Carter n'arrive pas à retrouver du travail à cause de son âge. À l'approche de Pâques, Carter décide de se suicider au gaz dans une chambre d'hôtel, pour que sa famille puisse toucher l'argent de l'assurance-vie. Wolcott apprend de Nellie, la petite fille de Carter, la situation critique de Carter et le sauve. Carter retourne au travail, et Helen se fiance avec Ned.

## Fiche technique
- Titre original : Acquitted
- Réalisation : Paul Powell
- Scénario : Roy Somerville, d'après la nouvelle Acquitted de Mary Roberts Rinehart
- Société de production : The Fine Arts Film Company
- Société(s) de distribution :  Triangle Film Corporation
- Pays de production :  États-Unis
- Langue : anglais
- Format : Noir et blanc - 35 mm - 1,37:1 -  Muet
- Genre : drame
- Durée : 5 bobines
- Date de sortie : États-Unis : 6 février 1916

## Distribution
- Wilfred Lucas : John Carter
- Mary Alden : Mme Carter
- Bessie Love : Helen Carter
- Carmen De Rue : Nellie Carter
- Elmer Clifton : Ned Fowler
- Sam De Grasse : Ira Wolcott
- W.J. Freemont : le gardien de nuit
- Spottiswoode Aitken : Charles Ryder
- James O'Shea : le chef de la police
- F. A. Turner : le capitaine de police